# Antiochië aan de Pyramos

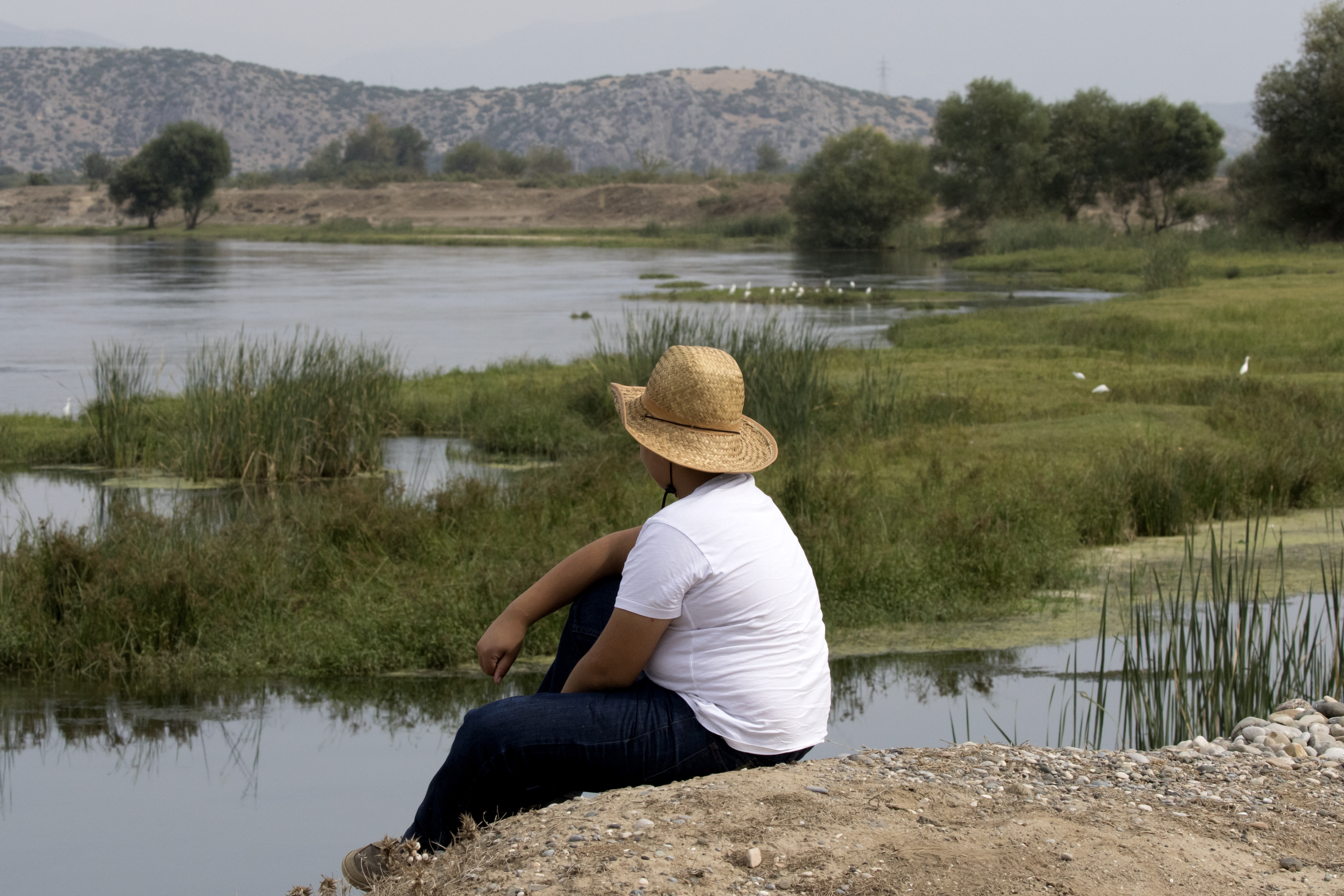
Estuarium van de rivier Ceyhan (Turkije), in de Antieke Oudheid Pyramus genaamd.

Antiochië aan de Pyramus was een plaats in Klein-Azië in de klassieke oudheid en tijdens de Byzantijnse periode. De meest nabije stad is tegenwoordig Karataş in Turkije, provincie Adana. Antiochië lag in de landstreek Cilicië, aan de rivier Pyramus/Pyramos, tegenwoordig Ceyhan.
Deze stad Antiochië in Cilicië dient niet te worden verward met een ander Antiochië in Cilicië, namelijk Antiochië aan de rivier Sarus. Tussen beide Antiochiës liep een heirbaan, met als belangrijkste stad onderweg Mallos of Mallus, ook gelegen aan de rivier Pyramus. Antiochië aan de Pyramus lag op de uithoek van een schiereiland, tegenwoordig het schiereiland van Karataş genoemd.

## Synoniemen
- Magarsa
- (Latijn) Antiochia ad Pyramum

## Historiek
Toen Alexander de Grote met zijn troepen in Cilicië marcheerde, richting de Golf van Issos (Latijn: Sinus Issicus) bezocht hij een stad met beneden aan de heuvel, een haventje aan de Middellandse Zee. De stad lag aan de westelijke oever van de rivier Pyramus. Dit was Magarsa. Magarsa bestond al in de 4e eeuw v.Chr. als kleine stad in Cilicië. 
De stad hernoemden de Seleuciden nadien tot Antiochië, als eerbetoon aan hun dynastie. In Antiochië mondde in de Klassieke Oudheid de Pyramus uit in de Middellandse Zee. De monding was bekend als een estuarium.
De Romeinen gaven Antiochië aan de Pyramus de naam Agarsa terug (1e eeuw v.Chr.). Agarsa ontwikkelde zich nooit tot een grote stad, in tegenstelling tot andere kuststeden van Cilicië. Agarsa was vermoedelijk enkel het haventje van de nabij gelegen stad Mallus. Mallus of Mallos lag aan de andere oever van de Pyramus en kilometers méér landinwaarts; Mallus ontwikkelde zich wel tot een stad van betekenis.
Tegenwoordig ligt de monding van de Pyramus meer naar het oosten, richting Golf van Issos. Dit kwam door verzanding in de riviermonding. De Pyramus bleef daarentegen bevaarbaar in Mallus.
De plaats Antiochië/Agarsa overleefde de Byzantijnse periode niet. Mallus kreeg in de Middeleeuwen de naam Malo van kruisvaarders.